# Leonard Freed
Leonard Freed (23. října 1929 – 29. listopadu 2006) byl americký dokumentární a reportážní fotograf a od roku 1972 člen agentury Magnum Photos. Ve svých fotografiích zachytil především poválečná židovská témata, je tvůrcem několika fotografických esejí především z Evropy a Spojených států a Izraele.

## Život a dílo
Narodil se v Brooklynu v New Yorku židovským, rodičům původem ze západní Evropy. Jako řada jiných fotografů této i předchozích generací, i Freed chtěl původně být malířem. S fotografováním začal při cestách po Evropě a severní Africe roku 1953. Po návratu 1954 studoval stejně jako například fotografka Diane Arbusová školu typu Bauhaus, „laboratoř designu“ Alexeje Brodoviče, která se soustředila na rozvoj individuality studentů. Roku 1958 se přesídlil do Amsterodamu fotografovat místní židovskou komunitu. V několika knihách a snímcích se tomuto velkému poválečnému tématu věnoval; přeživší evropští židé, jeho vlastní židovské kořeny a německá společnost. Od roku 1961 fotografoval na volné noze a nadále se věnoval sociálním tématům; např. američtí černoši, Izrael nebo fotografoval americké policisty – slavné jsou například fotografie ze série Police work. Jedna z nich zachycuje například dramatické zatýkání výtržníka anebo fotografie z roku 1978, kde si newyorská policistka hraje s černošskými dětmi na ulici.
Roku 1972 se připojil k agentuře Magnum a posléze se díky svému působení v hnutí za lidská práva stal slavným. V posledních letech života aktivně fotografoval svá témata v zemích jako v Itálii, Německu, Turecku, Libanonu nebo USA.
Leonard Freed zemřel 29. listopadu 2006 v New Yorku na rakovinu.

## Publikace
- Amsterdam: The Sixties, USA: Focus Publishing, 1997. Holandsko: Uitgeverij Focus, 1997. ISBN 978-90-72216-50-2
- Another Life, Holandsko: ABP Public Affairs, 2004.
- Berlin, New York: Time-Life Books, 1977.
- Black in White America, USA: Grossman Publishers, 1967. California: Getty Museum, 2010; ISBN 978-1-60606-011-7
- Deutsche Juden Heute, Německo: Rütten & Loening Verlag, 1965.
- Indonesiers in Holland, Holandsko: d'Jonge hond, 2009.
- Joden van Amsterdam, Holandsko: De Bezige Bij, 1958.
- La Danse des Fidèles, France: Editions du Chêne, 1984.
- Leonard Freed: Photographs 1954-1990, UK:Cornerhouse/Editions Nathan, 1991. New York: W. W. Norton, 1992. ISBN 978-0-393-03350-2
- Leonard Freed: Worldview with William Ewing, Wim van Sinderen, Nathalie Herschdorfer. Lausanne: Steidl/Muse de L'Elyse, 2007. ISBN 978-3-86521-463-8
- Leonard Freed’s Germany, Londýn: Thames & Hudson, 1971. ISBN 978-0-500-54004-6
- Made in Germany, USA: Grossman Publishers, 1970. Penguin, 1971. ISBN 978-0-670-44564-6
- New York Police Francie: (Photo Notes), Centre National de la Photographie, 1990. ISBN 978-2-86754-064-6
- Police Work, USA: Simon & Schuster, 1980; ISBN 978-0-670-44563-9. Holiday House, 1981; ISBN 978-0-671-25202-1
- Seltsame Spiele, Německo: Verlag Bärmeier & Nikel, 1970.
- This Is the Day: The March on Washington, Los Angeles: Getty Publications, 2013; ISBN 978-1-60606-121-3

## Filmy
- 1993 Joey Goes to Wigstock (barevný, 10')

## Ocenění
- New York State Grant for the Arts, 1978
- National Endowment for the Arts, 1980